# Habitat 67
Habitat 67 is een gebouw in Montreal, Canada. Het gebouw is ontworpen door de architect Moshe Safdie als deel van de wereldtentoonstelling Expo 67.

## Geschiedenis
Habitat 67 was gebouwd voor Expo 67, die de bijnaam "Man and his World" had. Het gebouw werd toen bezocht door duizenden mensen van over de hele wereld en deed tijdens de wereldtentoonstelling tevens dienst als een tijdelijke woning voor de hoogwaardigheidsbekleders die toen naar Montreal kwamen.
Habitat 67 was ontworpen om de afwisseling van aparte woonhuizen te combineren met de economie en dichtheid van een appartementencomplex. Het gebouw was opgebouwd uit vooraf gemaakte betonnen modules.
Het project was ontworpen om betaalbare huizen te creëren, ieder met een eigen tuin. Maar doordat de vooraf gemaakte betonnen modules duurder waren dan verwacht werden de woningen veel duurder dan gepland.

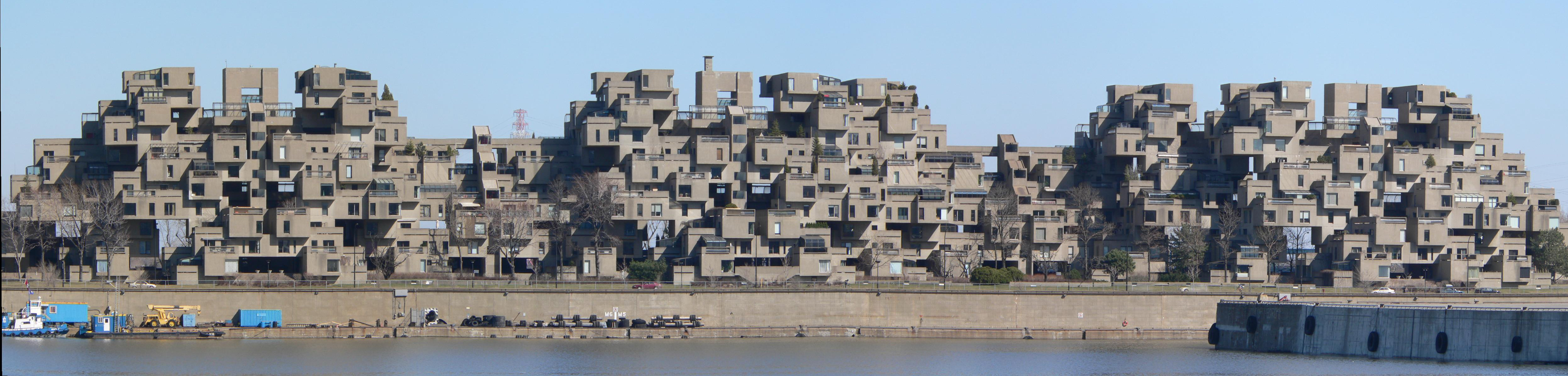
Panorama van Habitat 67